# Clé 1: Miroh
Clé 1: Miroh – czwarty minialbum południowokoreańskiej grupy Stray Kids, wydany 25 marca 2019 roku przez JYP Entertainment. Płytę promował singel „Miroh”. Wydanie minialbumu zbiegło się z pierwszą rocznicą debiutu grupy.
Dzięki singlowi „Miroh” Stray Kids odnieśli pierwsze zwycięstwo w programie muzycznym M Countdown.

## Lista utworów
| CD | CD                                                           | CD                                                  | CD                                           | CD                                      | CD      |
| Nr | Tytuł utworu                                                 | Tekst                                               | Kompozycja                                   | Aranżacja                               | Długość |
| -- | ------------------------------------------------------------ | --------------------------------------------------- | -------------------------------------------- | --------------------------------------- | ------- |
| 1. | „Entrance”                                                   |                                                     | Bang Chan (3Racha), Kairos, samUIL           | Bang Chan (3Racha), Kairos, samUIL, K.O | 1:38    |
| 2. | „Miroh”                                                      | Bang Chan (3Racha), Changbin (3Racha), Han (3Racha) | Bang Chan, Changbin, Han, Brian Atwood       | Brian Atwood, Bang Chan                 | 3:27    |
| 3. | „Seungjeonga” (kor. 승전가, ang. Victory Song)               | Bang Chan, Changbin, Han                            | Bang Chan, Changbin, Han, earattack, Larmook | earattack, Larmook                      | 3:16    |
| 4. | „Jamkkan-ui goyo” (kor. 잠깐의 고요, ang. Moment of silence) | Bang Chan, Changbin, Han                            | Bang Chan, Changbin, Han, J;Key              | J;Key, Bang Chan                        | 2:55    |
| 5. | „Boxer”                                                      | Bang Chan, Changbin, Han                            | Bang Chan, Changbin, Han, Glory Face, Jake K | Glory Face, Jake K                      | 3:20    |
| 6. | „Chronosaurus”                                               | Bang Chan, Changbin, Han                            | Bang Chan, Kairos, samUIL                    | Kairos, samUIL, K.O                     | 3:18    |
| 7. | „19”                                                         | Han                                                 | Bang Chan, Han                               | Chan                                    | 3:25    |
| 8. | „Mixtape #4” (CD Only)                                       | Stray Kids                                          | Stray Kids                                   | Versachoi, Bang Chan                    | 3:51    |

## Notowania
| Lista                               | Pozycja |
| ----------------------------------- | ------- |
| Gaon Weekly Album Chart             | 1       |
| Hungarian Albums (MAHASZ)           | 19      |
| UK Digital Albums (OCC)             | 63      |
| Oricon Weekly Album Chart (Japonia) | 15      |
| Billboard Japan Hot Albums          | 69      |
| World Albums (Billboard)            | 3       |

## Nagrody w programach muzycznych
| Program            | Data            | Źródło |
| ------------------ | --------------- | ------ |
| M Countdown (Mnet) | 4 kwietnia 2019 | [ 9 ]  |

## Sprzedaż
| Kraj             | Sprzedaż |
| ---------------- | -------- |
| Japonia          | 5856+    |
| Korea Południowa | 282 334+ |